# Things Buried
Things Buried is het eerste soloalbum van de Britse toetsenist Richard Barbieri, het studioalbum Indigo Falls niet meegerekend. Dat album maakte hij met zijn vrouw. Barbieri is al jaren bezig binnen Japan en Porcupine Tree als eind 2004 zijn eerste soloalbum uitkomt. Het is een instrumentaal album opgenomen in Londen (The Artillery) en Bethesda (Wales) (Bryn Derwen Studios) gedurende de maanden augustus en september 2004. Het album bevat de voor hem typische sfeertekeningen zonder dat hij daarin "gestoord" wordt door Steven Wilson van Porcupine Tree. Het zijn melodieuze maar soms ook experimentele stukken met complexe ritmen. Op 28 september 2007 volgde een heruitgave via Snapper. De hoes is van Carl Glover. Er is een bedankje richting Marillion.

## Musici
- Richard Barbieri – toetsinstrumenten en elektronische percussie
- Andy Gangadeen (van The Bays en Massive Attack) – akoestisch en elektronisch slagwerk op 2, 3, 5 en 6;
- Percy Jones (van Brand X) – basgitaar op 3, 5, 7 en 8.
- Suzanne Barbieri – gesamplede stem op 1.

## Muziek
| Nr. | Titel              | Duur |
| --- | ------------------ | ---- |
| 1.  | Nevada             | 5:06 |
| 2.  | Fear and trembling | 5:40 |
| 3.  | Light on glass     | 6:33 |
| 4.  | Drops of Mercury   | 7:39 |
| 5.  | Flaw               | 4:50 |
| 6.  | Medication time    | 6:04 |
| 7.  | Red square         | 7:52 |
| 8.  | Path not taken     | 6:29 |